# All or Nothing World Tour
Tournées par 2NE1
New Evolution World Tour
(2012)
All or Nothing World Tour est une tournée du groupe de K-pop féminin 2NE1 débutée le 1er mars 2014 à Séoul en Corée du Sud et qui s'est terminée en octobre à Macao
2NE1 a fait appel aux directeurs-artistiques américains Travis Payne et Stacy Walker pour codiriger avec elles leur seconde tournée mondiale.

Michael Figge et Axel Afzali se sont chargés des visuels et du design de la scène.

## Programme

### Liste des pistes
1. Intro
2. Crush
3. Fire
4. Clap Your Hands
5. Pretty Boy
6. Don't Stop The Music
7. Missing You
8. If I Were You
9. Come Back Home (Version acoustique)
10. Ugly
11. I Love You
12. Come Back Home
13. Gotta Be You
14. Do You Love Me
15. The Baddest Female (CL solo)
16. MTBD (CL solo)
17. Scream (Version coréenne)
18. I Am The Best
19. I Don't Care
20. Go Away

### Encore
1. Lonely
2. Gotta Be You
3. Can't Nobody
4. I Am The Best

## Dates et lieux visités
| Dates             | Villes            | Pays         | Lieux                                | Affluence |
| ----------------- | ----------------- | ------------ | ------------------------------------ | --------- |
| 1er mars 2014     | Séoul             | Corée du Sud | SK Olympic Handball Gymnasium        | 14,000    |
| 2 mars 2014       | Séoul             | Corée du Sud | SK Olympic Handball Gymnasium        | 14,000    |
| 22 mars 2014      | Hong Kong         | Chine        | AsiaWorld–Expo                       | 8,000     |
| 11 avril 2014     | Shanghai          | Chine        | Shanghai Grand Stage                 | 8,000     |
| 19 avril 2014     | Pékin             | Chine        | Mastercard Center                    | 10,000    |
| 26 avril 2014     | Taipei            | Chine        | University of Taipei Gym             | 8,000     |
| 27 avril 2014     | Taipei            | Chine        | University of Taipei Gym             | 8,000     |
| 17 mai 2014       | Manille           | Philippines  | Mall of Asia Arena                   | 13,000    |
| 24 mai 2014       | Kuala Lumpur      | Malaisie     | Stadium Negara                       | 7,000     |
| 8 juin 2014       | Jakarta           | Indonésie    | Mata Elang International Stadium     | 7,000     |
| 28 juin 2014      | Singapour         | Singapour    | Singapore Indoor Stadium             | 10,000    |
| 5 juillet 2014    | Yokohama          | Japon        | Yokohama Arena                       | 34,000    |
| 6 juillet 2014    | Yokohama          | Japon        | Yokohama Arena                       | 34,000    |
| 12 juillet 2014   | Kobe              | Japon        | World Memorial Hall                  | 16,000    |
| 13 juillet 2014   | Kobe              | Japon        | World Memorial Hall                  | 16,000    |
| 2 août 2014       | Rangoun           | Birmanie     | Myanmar Event Park                   | 11,000    |
| 10 août 2014      | Hô-Chi-Minh-Ville | Viêt Nam     | Phu Tho Indoor Stadium               | 6,000     |
| 23 août 2014      | Bangkok           | Thaïlande    | Impact Arena                         | 9,000     |
| 20 septembre 2014 | Canton            | Chine        | Guangzhou International Sports Arena | 10,000    |
| 17 octobre 2014   | Macao             | Chine        | Cotai Arena                          |           |